# Rimetea (gmina)
Rimetea – gmina w Rumunii, w okręgu Alba. Obejmuje miejscowości Colțești i Rimetea. W 2011 roku liczyła 1126 mieszkańców. 